# Banco de México
De Banco de México, kortweg Banxico genoemd, is de centrale bank van Mexico. Zij staat in voor de munt- en inflatiestabiliteit. Wat betreft de inflatie, deze wordt (althans in 2005) 3% op jaarbasis als doelstelling genomen. Gouverneur van de Banco de México is Alejandro Díaz de León-Carrillo, hij volgde Agustín Carstens op.

## Activiteiten
De bank bepaalt de monetaire politiek in Mexico. Dit vindt plaats via de "corto" of de "largo", uitgedrukt in Mexicaanse peso. Het is een middel die de centrale bank gebruikt om de muntliquiditeit in de nationale markt respectievelijk te verkleinen of te vergroten. Door de "corto" worden de commerciële banken verplicht een bepaalde hoeveelheid pesos bij de centrale bank aan te houden. Indirect bepaalt dit de interesten op de financiële markten. Op zijn beurt heeft dit invloed op de consumptie, de waarde van de peso op de internationale markten en uiteindelijk op de inflatie. In andere landen bepalen de centrale banken de rente rechtstreeks, hier gebeurt dit dus niet rechtstreeks. De huidige werkwijze wordt toegepast sinds begin 1998.
De bank houdt een buitenlandse deviezenreserve aan teneinde de stabiliteit van de peso op de internationale markten te waarborgen. Begin 2005 bedroeg de reserve ongeveer US$61 miljard, de grootste reserve binnen de landen van Latijns-Amerika.

## Geschiedenis
Aan het begin van de 20e eeuw kampte het land met grote politieke onzekerheid en financiële instabiliteit voor en na de Mexicaanse revolutie van 1910. Op 1 september 1925 was de situatie voldoende stabiel om de Banco de México op te richten. Drijvende krachten achter de oprichting waren de minister van Financiën Alberto J. Pani en president Plutarco Elías Calles. Het was een centrale bank met verregaande bevoegdheden op het gebied van de uitgifte van chartaal geld, het vaststellen van de rente en de wisselkoers, maar kon ook als normale bank kredieten verlenen.
De grote economische crisis die begon in 1929 raakte ook Mexico hard. In 1931 nam de bank afscheid van de Gouden standaard en werd de mogelijkheid om de peso om te wisselen in goud opgeheven. In 1932 raakte de bank de bevoegdheid kwijt om kredieten te verstrekken. Vlak voor en tijdens de Tweede Wereldoorlog kwam er veel vluchtkapitaal het land binnen. De algemene banken wilden het geld weer uitlenen met het gevaar voor een stijgende inflatie in het land. De centrale bank verplichtte de banken het geld bij de Banco de Mexico te stallen. In juni 1944 was de bank een van de ondertekenaars van het Systeem van Bretton Woods met vaste wisselkoersen, maar in 1948 besloot de bank de wisselkoers te laten zweven. In 1949 kwam weer een ommekeer, de wisselkoers werd vastgesteld op 8,65 peso per Amerikaanse dollar en deze koers bleef tot 1954 van kracht.
Van 1954 tot 1970 beleefde Mexico een economisch gunstige periode. De economische groei lag boven de bevolkingsgroei waardoor het inkomen per hoofd een stijgende lijn liet zien. Het beleid van de Banco de México vertaalde zich in lage inflatie en de vaste wisselkoers van 12,50 peso per dollar bleef gehandhaafd. In de jaren tachtig werden problemen zichtbaar, de overheid voerde een economisch expansief beleid en de centrale bank werd geconfronteerd met grote begrotings- en handelstekorten en een oplopende inflatie. In 1994 werd de bank een onafhankelijke organisatie en kon zonder politiek ingrijpen haar monetair beleid vaststellen en uitvoeren. Haar belangrijkste taak is de inflatie op een laag aanvaardbaar niveau te houden.